# Ranunculus lancipetalus
Ranunculus lancipetalus Griseb. – gatunek rośliny z rodziny jaskrowatych (Ranunculaceae Juss.). Występuje endemicznie w północno-zachodniej części Argentyny. 

## Morfologia
PokrójBylina dorastająca do 28 cm wysokości.
LiścieSą trójdzielne. Mają kształt od prawie pięciokątnego do prawie okrągłego. Mierzą 1–6 cm długości.
KwiatySą pojedyncze. Pojawiają się na szczytach pędów. Są żółtego koloru. Mają od 5 do 13 płatków. Mają 35–50 wolnych pręcików oraz 30–75 słupków.
OwoceNiełupki o jajowatym kształcie i długości 2 mm.